# K League 2011
La K League 2011 fue la 29.ª temporada de la K League. Contó con la participación de dieciséis equipos. El torneo comenzó el 5 de marzo y terminó el 4 de diciembre de 2011.
El nuevo participante fue Gwangju FC. Debido a esto, Gwangju Sangmu Phoenix fue reubicado y pasó a competir oficialmente bajo la denominación de Sangju Sangmu Phoenix.
El campeón fue Jeonbuk Hyundai Motors, por lo que clasificó a la Liga de Campeones de la AFC 2012. Por otra parte, salió subcampeón Ulsan Hyundai, quien también ganó su derecho a disputar el máximo torneo continental. Los otros cupos para la Liga de Campeones asiática fueron para Pohang Steelers y Seongnam Ilhwa Chunma.

## Reglamento de juego
El torneo se disputó en un formato de todos contra todos a ida y vuelta, de manera tal que cada equipo debió jugar un partido de local y uno de visitante contra sus otros quince contrincantes. Una victoria se puntuaba con tres unidades, mientras que el empate valía un punto y la derrota, ninguno.
Para desempatar se utilizaron los siguientes criterios:
1. Puntos
2. Diferencia de goles
3. Goles anotados
4. Resultados entre los equipos en cuestión

Los seis mejores equipos de la tabla de posiciones clasificaron a los play-off por el campeonato, que se decidieron de esta manera:
1. En la primera ronda jugaron el tercero contra el sexto por un lado y el cuarto contra el quinto por el otro; el mejor clasificado en la temporada fue local. En caso de que el marcador siguiera igualado al término del tiempo reglamentario, se jugaría una prórroga. En caso de que prosiguiera la paridad en el resultado, se ejecutaría una tanda de penales.
2. En la segunda ronda, se cruzaron los ganadores de los encuentros de la fase anterior. Se aplicaron las mismas reglas que en la primera ronda.
3. En las semifinales se enfrentaron el vencedor de la ronda anterior ante el segundo de la tabla general, en donde este último fue local. Se aplicaron las mismas reglas que en las dos fases anteriores.
4. En la final se cruzaron el ganador de las semifinales frente al mejor de la tabla de posiciones, pero aquí se definiría en dos partidos. Si el marcador global siguiera igualado al término del tiempo reglamentario de la vuelta, se disputaría una prórroga. Finalmente, en caso de que prosiguiera la paridad en el resultado, se ejecutaría una tanda de penales.

## Tabla de posiciones
| Pos. | Equipo                     | Pts. | PJ | G  | E  | P  | GF | GC | Dif. | Clasificación                                                                                        |
| ---- | -------------------------- | ---- | -- | -- | -- | -- | -- | -- | ---- | --- |
| 1    | Jeonbuk Hyundai Motors (C) | 63   | 30 | 18 | 9  | 3  | 67 | 32 | +35  | Final del play-off por el campeonato y fase de grupos de la Liga de Campeones de la AFC 2012         |
| 2    | Pohang Steelers            | 59   | 30 | 17 | 8  | 5  | 59 | 33 | +26  | Semifinales del play-off por el campeonato y segunda fase de la Liga de Campeones de la AFC 2012     |
| 3    | FC Seoul                   | 55   | 30 | 16 | 7  | 7  | 56 | 38 | +18  | Primera ronda del play-off por el campeonato                                                         |
| 4    | Suwon Samsung Bluewings    | 55   | 30 | 17 | 4  | 9  | 51 | 33 | +18  | Primera ronda del play-off por el campeonato                                                         |
| 5    | Busan I'Park               | 46   | 30 | 13 | 7  | 10 | 49 | 43 | +6   | Primera ronda del play-off por el campeonato                                                         |
| 6    | Ulsan Hyundai              | 46   | 30 | 13 | 7  | 10 | 33 | 29 | +4   | Primera ronda del play-off por el campeonato y fase de grupos de la Liga de Campeones de la AFC 2012 |
| 7    | Chunnam Dragons            | 43   | 30 | 11 | 10 | 9  | 33 | 29 | +4   | |
| 8    | Gyeongnam FC               | 42   | 30 | 12 | 6  | 12 | 41 | 40 | +1   | |
| 9    | Jeju United                | 40   | 30 | 10 | 10 | 10 | 44 | 45 | −1   | |
| 10   | Seongnam Ilhwa Chunma      | 35   | 30 | 9  | 8  | 13 | 43 | 47 | −4   | Liga de Campeones de la AFC 2012                                                                     |
| 11   | Gwangju FC                 | 35   | 30 | 9  | 8  | 13 | 32 | 43 | −11  | |
| 12   | Daegu FC                   | 33   | 30 | 8  | 9  | 13 | 35 | 46 | −11  | |
| 13   | Incheon United             | 32   | 30 | 6  | 14 | 10 | 31 | 40 | −9   | |
| 14   | Sangju Sangmu Phoenix      | 29   | 30 | 7  | 8  | 15 | 36 | 53 | −17  | |
| 15   | Daejeon Citizen            | 27   | 30 | 6  | 9  | 15 | 31 | 59 | −28  | |
| 16   | Gangwon FC                 | 15   | 30 | 3  | 6  | 21 | 14 | 45 | −31  | |

 Fuente: South Korea 2011
Notas:
1. ↑  Seongnam Ilhwa Chunma se clasificó para la Liga de Campeones de la AFC 2012 al ganar la Copa FA de Corea 2011.

## Play-off por el campeonato

### Cuadro de desarrollo
|  | Primera ronda        | Primera ronda           | Primera ronda        |                   |       | Segunda ronda           | Segunda ronda   | Segunda ronda   |   |  | Semifinales     | Semifinales     | Semifinales            |   |   | Final                            | Final                            | Final                            | Final                            |  |
|  | 19 y 20 de noviembre | 19 y 20 de noviembre    | 19 y 20 de noviembre |                   |       | 23 de noviembre         | 23 de noviembre | 23 de noviembre |   |  | 26 de noviembre | 26 de noviembre | 26 de noviembre        |   |   | 30 de noviembre y 4 de diciembre | 30 de noviembre y 4 de diciembre | 30 de noviembre y 4 de diciembre | 30 de noviembre y 4 de diciembre |  |
|  |                      |                         |                      |                   |       |                         |                 |                 |   |  |                 |                 |                        |   |   |                                  |                                  |                                  |                                  |  |
|  |                      |                         |                      |                   |       |                         |                 |                 |   |  |                 |                 |                        |   |   |                                  |                                  |                                  |                                  |  |
|  |                      |                         |                      |                   |       |                         |                 |                 |   |  |                 |                 |                        |   |   |                                  |                                  |                                  |                                  |  |
|  |                      |                         |                      |                   |       |                         |                 |                 |   |  |                 |                 |                        |   |   |                                  |                                  |                                  |                                  |  |
|  |                      |                         |                      |                   |       |                         |                 |                 |   |  |                 |                 |                        |   |   |                                  |                                  |                                  |                                  |  |
|  |                      |                         |                      |                   |       |                         |                 |                 |   |  |                 |                 |                        |   |   |                                  |                                  |                                  |                                  |  |
|  |                      |                         |                      |                   |       |                         |                 |                 |   |  |                 |                 |                        |   |   |                                  |                                  |                                  |                                  |  |
|  |                      |                         |                      |                   |       |                         |                 |                 |   |  |                 |                 |                        |   |   |                                  |                                  |                                  |                                  |  |
|  |                      |                         |                      |                   |       |                         |                 |                 |   |  |                 |                 |                        |   |   |                                  |                                  |                                  |                                  |  |
|  |                      |                         |                      |                   |       |                         |                 |                 |   |  |                 |                 |                        |   |   |                                  |                                  |                                  |                                  |  |
|  |                      |                         |                      |                   |       |                         |                 |                 |   |  |                 |                 |                        |   |   |                                  |                                  |                                  |                                  |  |
|  |                      |                         |                      |                   |       |                         |                 |                 |   |  |                 |                 |                        |   |   |                                  |                                  |                                  |                                  |  |
|  |                      |                         |                      |                   |       |                         |                 |                 |   |  |                 |                 |                        |   |   |                                  |                                  |                                  |                                  |  |
|  |                      |                         |                      |                   |       |                         |                 |                 |   |  |                 |                 |                        |   |   |                                  |                                  |                                  |                                  |  |
|  |                      |                         |                      |                   |       |                         |                 |                 |   |  |                 |                 |                        |   |   |                                  |                                  |                                  |                                  |  |
|  |                      |                         |                      |                   |       |                         |                 |                 |   |  |                 |                 |                        |   |   |                                  |                                  |                                  |                                  |  |
|  |                      |                         |                      |                   |       |                         |                 |                 |   |  |                 |                 |                        |   |   |                                  |                                  |                                  |                                  |  |
|  |                      |                         |                      |                   |       |                         |                 |                 |   |  |                 |                 |                        |   |   |                                  |                                  |                                  |                                  |  |
|  |                      |                         |                      |                   |       |                         |                 |                 |   |  |                 |                 |                        |   |   |                                  |                                  |                                  |                                  |  |
|  |                      |                         |                      |                   |       |                         |                 |                 |   |  |                 |                 |                        |   |   |                                  |                                  |                                  |                                  |  |
|  |                      |                         |                      |                   |       |                         |                 |                 |   |  |                 |                 |                        |   |   |                                  |                                  |                                  |                                  |  |
|  |                      |                         |                      |                   |       |                         |                 |                 |   |  |                 |                 |                        |   |   |                                  |                                  |                                  |                                  |  |
|  |                      |                         |                      |                   |       |                         |                 |                 |   |  |                 |                 |                        |   |   |                                  |                                  |                                  |                                  |  |
|  |                      |                         |                      |                   |       |                         |                 |                 |   |  |                 | 1               | Jeonbuk Hyundai Motors | 2 | 2 |                                  |                                  |                                  |                                  |  |
|  |                      |                         |                      |                   |       |                         |                 |                 |   |  |                 |                 |                        | 2 | 2 |                                  |                                  |                                  |                                  |  |
|  |                      |                         | 6                    | Ulsan Hyundai     | 1     | 1                       |                 |                 |   |  |                 |                 |                        |   |   |                                  |                                  |                                  |                                  |  |
|  |                      |                         | 6                    | Ulsan Hyundai     | 1     | 1                       |                 |                 |   |  |                 |                 |                        |   |   |                                  |                                  |                                  |                                  |  |
|  |                      |                         |                      |                   |       |                         |                 |                 |   |  |                 |                 |                        |   |   |                                  |                                  |                                  |                                  |  |
|  |                      |                         |                      |                   |       |                         |                 |                 |   |  |                 |                 |                        |   |   |                                  |                                  |                                  |                                  |  |
|  |                      |                         |                      |                   |       |                         |                 |                 |   |  |                 |                 |                        |   |   |                                  |                                  |                                  |                                  |  |
|  |                      |                         |                      |                   |       |                         |                 |                 |   |  |                 |                 |                        |   |   |                                  |                                  |                                  |                                  |  |
|  |                      |                         |                      |                   |       |                         |                 |                 |   |  |                 |                 |                        |   |   |                                  |                                  |                                  |                                  |  |
|  |                      |                         |                      |                   |       |                         |                 |                 |   |  |                 |                 |                        |   |   |                                  |                                  |                                  |                                  |  |
|  |                      |                         |                      |                   |       |                         |                 |                 |   |  |                 |                 |                        |   |   |                                  |                                  |                                  |                                  |  |
|  |                      |                         |                      |                   |       |                         |                 |                 |   |  |                 |                 |                        |   |   |                                  |                                  |                                  |                                  |  |
|  |                      |                         |                      |                   |       |                         | 2               | Pohang Steelers | 0 |  |                 |                 |                        |   |   |                                  |                                  |                                  |                                  |  |
|  |                      |                         |                      |                   |       |                         |                 |                 | 0 |  |                 |                 |                        |   |   |                                  |                                  |                                  |                                  |  |
|  |                      |                         | 6                    | Ulsan Hyundai     | 1     |                         |                 |                 |   |  |                 |                 |                        |   |   |                                  |                                  |                                  |                                  |  |
|  | 4                    | Suwon Samsung Bluewings | 6                    | Ulsan Hyundai     | 1     | 1                       |                 |                 |   |  |                 |                 |                        |   |   |                                  |                                  |                                  |                                  |  |
|  | 4                    | Suwon Samsung Bluewings |                      |                   |       |                         |                 |                 |   |  |                 |                 |                        |   |   |                                  |                                  |                                  |                                  |  |
|  | 5                    | Busan I'Park            | 0                    |                   |       |                         |                 |                 |   |  |                 |                 |                        |   |   |                                  |                                  |                                  |                                  |  |
|  | 5                    | Busan I'Park            | 0                    |                   | 4     | Suwon Samsung Bluewings | 1 (1)           |                 |   |  |                 |                 |                        |   |   |                                  |                                  |                                  |                                  |  |
|  |                      |                         |                      |                   | 4     | Suwon Samsung Bluewings | 1 (1)           |                 |   |  |                 |                 |                        |   |   |                                  |                                  |                                  |                                  |  |
|  |                      |                         | 6                    | Ulsan Hyundai (p) | 1 (3) |                         |                 |                 |   |  |                 |                 |                        |   |   |                                  |                                  |                                  |                                  |  |
|  | 3                    | FC Seoul                | 6                    | Ulsan Hyundai (p) | 1 (3) | 1                       |                 |                 |   |  |                 |                 |                        |   |   |                                  |                                  |                                  |                                  |  |
|  | 3                    | FC Seoul                |                      |                   |       |                         |                 |                 |   |  |                 |                 |                        |   |   |                                  |                                  |                                  |                                  |  |
|  | 6                    | Ulsan Hyundai           | 3                    |                   |       |                         |                 |                 |   |  |                 |                 |                        |   |   |                                  |                                  |                                  |                                  |  |
|  | 6                    | Ulsan Hyundai           | 3                    |                   |       |                         |                 |                 |   |  |                 |                 |                        |   |   |                                  |                                  |                                  |                                  |  |
|  |                      |                         |                      |                   |       |                         |                 |                 |   |  |                 |                 |                        |   |   |                                  |                                  |                                  |                                  |  |

### Primera ronda
| 19 de noviembre de 2011, 15:00 | FC Seoul       | 1:3 (0:2) | Ulsan Hyundai                              | Estadio Mundialista, Seúl                              |                                                        |
|                                | Damjanović 58' | Reporte   | T.H. Kwak 17' · S.W. Kim 33' · S.K. Go 59' | Asistencia: 30.799 espectadores Árbitro(s): Lee Sam-ho | Asistencia: 30.799 espectadores Árbitro(s): Lee Sam-ho |

| 20 de noviembre de 2011, 15:00 | Suwon Samsung Bluewings | 1:0 (1:0) | Busan I'Park | Estadio Mundialista, Suwon                                  |                                                             |
|                                | T.G. Ha 45+2'           | Reporte   |              | Asistencia: 23.903 espectadores Árbitro(s): Choi Myung-yong | Asistencia: 23.903 espectadores Árbitro(s): Choi Myung-yong |

### Segunda ronda
| 23 de noviembre de 2011, 19:30 | Suwon Samsung Bluewings                  | 1:1 (1:1, 0:1) (t. s.)(1:3 p.) | Ulsan Hyundai                          | Estadio Mundialista, Suwon                                |                                                           |
|                                | Neretljak 83' (pen.)                     | Reporte                        | S.W. Kim 21'                           | Asistencia: 15.862 espectadores Árbitro(s): Choi Kwang-bo | Asistencia: 15.862 espectadores Árbitro(s): Choi Kwang-bo |
|                                |                                          | Tiros desde el punto penal     |                                        |                                                           |                                                           |
|                                | Mato · K.H. Yeom · S.M. Yang · S.H. Choi |                                | K.H. Seol · Lucio · S.W. Kim · S.K. Go |                                                           |                                                           |

### Semifinales
| 26 de noviembre de 2011, 15:00 | Pohang Steelers | 0:1 (0:0) | Ulsan Hyundai        | Estadio Steel Yard, Pohang                              |                                                         |
|                                |                 | Reporte   | K.H. Seol 72' (pen.) | Asistencia: 21.317 espectadores Árbitro(s): Ko Keum-bok | Asistencia: 21.317 espectadores Árbitro(s): Ko Keum-bok |

### Final
| Ida; 30 de noviembre de 2011, 18:10 | Ulsan Hyundai | 1:2 (0:0) | Jeonbuk Hyundai Motors | Estadio de Fútbol Munsu, Ulsan                         |                                                        |
|                                     | T.H. Kwak 63' | Reporte   | Eninho 52' (pen.), 79' | Asistencia: 25.375 espectadores Árbitro(s): Lee Sam-ho | Asistencia: 25.375 espectadores Árbitro(s): Lee Sam-ho |

| Vuelta; 4 de diciembre de 2011, 13:30 | Jeonbuk Hyundai Motors       | 2:1 (0:0) | Ulsan Hyundai | Estadio Mundialista, Jeonju                               |                                                           |
|                                       | Eninho 59' (pen.) · Luiz 68' | Reporte   | K.H. Seol 56' | Asistencia: 33.554 espectadores Árbitro(s): Choi Kwang-bo | Asistencia: 33.554 espectadores Árbitro(s): Choi Kwang-bo |

## Campeón
|                                           |
|                                           |
| Campeón Jeonbuk Hyundai Motors 2.º título |